# Firmiana kerri
Firmiana kerri là một loài thực vật có hoa trong họ Cẩm quỳ. Loài này được (Craib) Kosterm. mô tả khoa học đầu tiên năm 1961.